# Sinibaldo Donati
Sinibaldo Donati (fl. XIII-XIV secolo) è stato un nobile e politico italiano. Fu uno dei principali capi dei Guelfi Neri nella Firenze di inizio Trecento.

## Biografia
Non molto si sa di Sinibaldo, se non che era figlio degli importanti nobili fiorentini Simone e Tessa Donati, e quindi fratello di importanti personaggi come Corso, Forese e Piccarda Donati.
Soprattutto coi fratelli Corso e Forese, a Firenze si rese fin da giovane protagonista di prepotenze, vessazioni e ruberie, tanto che secondo il cronista Giovanni Villani i Donati furono soprannominati "i Malefami". Dino Compagni, suo contemporaneo e molto più diretto del Villani, nella sua Cronica delle cose occorrenti ne' tempi suoi riporta come Sinibaldo fosse uno dei principali capi dei Guelfi Neri fiorentini, macchiandosi di molti crimini politici, come ad esempio l'incendio delle case della famiglia Cavalcanti che appiccò personalmente nel giugno 1304. Fu inoltre tra i sostenitori del principe Carlo di Valois durante il suo breve dominio su Firenze.
Sinibaldo, assieme ai fratelli (soprattutto Forese) viene preso in giro da Dante Alighieri nella tenzone a lui attribuita.